# Libro de las sombras (Charmed)
El Libro de las sombras, o simplemente el Libro, es un libro de brujería de la serie de televisión Charmed.  Al principio, el libro fue creado por Melinda Warren y pasó de generación en generación a las Embrujadas.  Este libro contiene hechizos, encantamientos, pociones e información de los seres malignos a los que alguna vez se enfrentaron sus antepasados. Descubren por primera vez que son brujas cuando Phoebe encuentra el Libro de las sombras en su ático, a medianoche en una luna llena, y lee un encantamiento en voz alta. El Libro está encantado. Puede protegerse de cualquier ser maligno que se atreva a tocarlo.
Fuera de la serie de televisión, un Libro de las sombras se considera una colección de textos mágicos y religiosos de la religión Wicca y otras tradiciones neopaganas y de brujería, que contienen los rituales centrales, las prácticas mágicas, la ética y la filosofía de un practicante. El Libro de las sombras es un compendio de información sobre criaturas, objetos y fuerzas mágicas de todo tipo, especialmente aquellas que los miembros del linaje Warren habían encontrado o creían que serían útiles para las generaciones futuras. Dentro del reino de los seres mágicos, se considera el libro de información mágica más completo que existe.
En la serie de televisión Charmed, las Hermanas Halliwell o Las Embrujadas  poseen un poderoso y codiciado Libro de las sombras que ha sido transmitido de generación en generación a través de su linaje familiar. Contiene hechizos, pociones e información sobre seres malvados a los que se han enfrentado sus antepasados. El libro ha sido encantado para protegerse, haciendo que se aleje de cualquier ser maligno que intente tocarlo. Tiene una gran triqueta en su tapa frontal, que simboliza el poder de tres.

## Descripción dentro del universo

### Contexto
La antepasada de las Embrujadas, Melinda Warren, comenzó el Libro de las sombras a finales del siglo XVII. En la primera página, debajo del título, aparece inscrito el año 1693, presumiblemente para indicar cuándo se creó el libro. Cuando Melinda fue quemada en la hoguera en los Juicios a las brujas de Salem, afirmó que los poderes mágicos de cada generación sucesiva de brujas de la familia aumentarían en fuerza, hasta que el libro llegara a tres hermanas conocidas como The Charmed Ones (las Embrujadas), que serían «las brujas más poderosas que el mundo haya conocido». Melinda pasó el libro a su hija, Prudence, y continuó transmitiéndose de madre a hija hasta que llegó a las hermanas Halliwell en 1998.
El libro ha crecido a lo largo de los años con cada bruja que lo ha poseído y, a finales de los sesenta, tenía unas 100 páginas. Siguió creciendo a medida que las Embrujadas añadían más información. Penny Halliwell presume en el episodio de la quinta temporada, «Happily Ever After», de haber creado la mayoría de las recetas de pociones que contiene. Patty Halliwell añadió texto sobre Barbas, el Demonio del miedo.
Durante muchos años, el Libro se guardó en el desván de la mansión. Normalmente, se supone que todas las brujas guardan su Libro de las sombras en una sala de altar especialmente protegida. El Libro tiene un mecanismo de protección diferente contra el mal. En varios episodios, se producen diversos efectos cuando un ser mágico maligno intenta hacerse con el libro, entre ellos: saltar del atril en «Once Upon a Time» y «The Seven Year Witch», repeler al ser lejos del libro o proyectar un escudo esférico alrededor en «Death Becomes Them», quemar las manos del usuario en «Imaginary Fiends», etc. Cuando los poderes de las hermanas estaban liberados, los seres malignos podían tocarlo, pero no podían sacarlo de la casa. Sin embargo, en 2000, las hermanas se habían vuelto tan poderosas que los seres malignos ni siquiera podían tocarlo.
Las hermanas Halliwell anotaban ocasionalmente sus experiencias después de vencer a un demonio, algo que Billie menciona cuando estudiaba el Libro de las sombras en «Run Piper Run». La primera, añadida por Phoebe, fue un hechizo para desterrar al hombre del saco. Phoebe añadió una entrada detallada sobre Cole Turner, la forma humana del demonio Belthazor, y Prue añadió un hechizo para invocarlo en su forma demoníaca, así como un hechizo para conjurar animales. Más tarde, al final de la serie, las hermanas escriben en el libro sobre sus aventuras y lo que ha sido de sus vidas.
Leo Wyatt, el marido de Piper, también añadió una entrada titulada «Consejos para futuros protectores de la luz», temiendo no vivir para ver crecer a sus hijos. La entrada incluía información sobre los poderes de estos guardianes de la luz y consejos sobre cómo usarlos.
En el episodio final, Piper le dice a su nieta que el libro será suyo algún día.

### Apariciones
En la serie Charmed, el Libro de las sombras es un gran libro encuadernado en cuero verde con una triquetra roja en relieve en la portada. Ese símbolo cambia a veces, cuando hay alguna variación en los poderes o en el estado emocional de las hermanas. El libro está algo desgastado debido a sus tres siglos de uso, pero está casi intacto, a excepción de la página sobre cómo renunciar a los propios poderes, que las hermanas arrancaron y quemaron después de que casi perdieran sus poderes a manos de un hechicero en el episodio de la primera temporada «Wicca Envy».

### Poderes, habilidades y usos
- Puede utilizarse como medio de comunicación con Grams (su abuela) y otros antepasados.[11]
- Se identifica y se protege del mal en forma de barrera mágica.
- Puede permanecer dentro de la mansión, a menos que una de hermanas o un familiar lo retiren.[12][13]
- Sus hechizos pueden invertirse si se leen al revés.
- No se puede fotocopiar.[13]

Por su vínculo con las hermanas Halliwell:
- Puede perder todo su contenido si las hermanas Halliwell se desprenden de sus poderes.[10]
- Sus hechizos se convertirán en sus equivalentes malignos si las hermanas se vuelven malvadas.[14]
- Si las hermanas están emocionalmente estresadas, su poder para protegerse del mal disminuye.
- Si  usan sus poderes unas contra otras, perderán sus poderes y la triquetra de la portada del libro se separará.

### Libros relacionados

#### Elgrimorio
El Libro de las sombras tiene una versión maligna conocida como el Grimorio. Es un gran libro marrón con un símbolo demoníaco desconocido de un pentagrama invertido y una calavera en la portada. Sus hechizos y encantamientos está escrito en latín y se dice que sus páginas están ennegrecidas por su maldad. Al igual que el Libro de las sombras, el Grimorio tiene el poder de protegerse de sus enemigos o de cualquier cosa buena.
Sólo hace unas pocas apariciones en la serie y Leo lo orbita más tarde, para ocultarlo bajo una montaña de roca en los Andes Occidentales, con el fin de impedir la coronación de otra Fuente.

En el episodio Bride and Gloom, el Libro de las sombras de las Embrujadas comenzó a transformarse en un grimorio cuando las hermanas se convirtieron en brujos bajo la influencia de la magia maligna. Por ejemplo, los hechizos buenos se sustituyeron por hechizos malignos.

### Libros gitanos
En la serie, gitanas y brujas son tradiciones hermanas. Aunque nunca se dice específicamente que sea así, las familias gitanas también tienen sus propias versiones del Libro de las sombras que heredan los miembros más jóvenes de la familia. Esto se mostró en el episodio de la quinta temporada, "The Eyes Have It", en donde la gitana llamada Eva encuentra el libro de hechizos y recetas mágicas familiar que había sido de su madre hasta su muerte.